# Словарь книжников и книжности Древней Руси
Словарь книжников и книжности Древней Руси — советский и российский энциклопедический словарь, содержащий статьи о русских литературных произведениях, их авторах и других книжниках в период с XI до XVII века, выпущенный издательством «Наука» в 1987—2017 годах.
Представляет собой результат многолетней работы по систематизации знаний о допетровской книжной культуре Руси.

## Содержание
Словарь включает статьи о русских (древнерусских) авторах оригинальных произведений и переводов, отдельных писцах, библиофилах, анонимных оригинальных и переводных памятниках, циклах произведений, наиболее распространённых сборниках устойчивого состава. Также освещены моравские, болгарские, чешские, сербские памятники словесной культуры, имевшие распространение на Руси в рукописной традиции и оказавшие влияние на русскую литературу.
Выпуск 4 «Указатели» выполняет справочные функции. Включает указатели, которые являются путеводителем по всему изданию, а также по возможности устраняют неточности:
- Указатель имён;
- Комментарии к указателю имён;
- Указатель названий и самоназваний произведений;
- Указатель шифров упоминаемых рукописей;
- Указатель инципитов;
- Указатель авторов статей в словаре[2].

Фактически является навигатором по предыдущим томам. Благодаря этому изданию читатели избавлены от необходимости в поисках нужного материала просматривать все дополнения предыдущих выпусков и искать текст, имеющий несколько самоназваний, под тем заголовком, под которым его поместили авторы и редакторы словаря.

## История и характеристика
Ко времени начала работы над словарём исследователи имели в своём распоряжении появившийся в 1962 году «Словарь русской, украинской и белорусской письменности и литературы до XVIII в.» И. У. Будовница. 1960—1970-е годы оказались крайне плодотворным временем для изучения древнерусской книжности, поэтому краткое издание Будовница, важное для своего времени, устарело.
Работа над «Словарём книжников и книжности Древней Руси» велась в Секторе древнерусской литературы Пушкинского Дома. В 1980 году планируемое издание было представлено научной общественности Д. М. Буланиным и Л. А. Дмитриевым. Издание на данном этапе называлось «Словарь писателей, деятелей книжной культуры и литературных памятников Древней Руси».
Уже к этому времени определились крайне широкие рамки будущего словаря. В него включались данные о старообрядческих писателях XVIII века, анонимные произведения, переводные памятники. Перед создателями словаря стояли проблемы, связанные с особенностями древнерусской книжности — анонимность многих произведений, отсутствие чёткой грани между писателем и писцом, точных и достоверных данных о роли каждого из переписчиков в истории текста, сложность в идентификации указанных в произведениях авторов, ошибочное приписывание авторства известным писателям, принятое в те эпохи. Встал также вопрос о границах жанров: какие тексты можно относить к литературным жанрам, а какие следует оставить в разряде деловой и бытовой письменности.
Отмечалось, что «в отличие от обычной энциклопедии, статьям „Словаря книжников и книжности Древней Руси“ в большей или меньшей степени присущ исследовательский характер». Исследовательская направленность планировавшегося издания, его специальный характер, подчёркнуты также во введении к комплексу материалов словаря — «Писатель и книжник XI—XVII вв.». Подготовивший этот материал Дмитриев писал:

Основную часть публикуемых материалов составляют статьи о лицах, игравших второстепенную роль в литературном процессе Древней Руси, подчас малоизвестных не только широкому кругу читателей, но и специалистам. Тем ценнее и важнее для науки материал о книжниках такого рода, собранные воедино и дающие исчерпывающие сведения об их книжной и литературной деятельности по состоянию данных науки на сегодняшний день.

Содержание последнего тома основного корпуса словаря (2004) более чем наполовину представляло собой дополнения к предшествующим изданиям. В этом проявилась общая проблема всех словарей, включающих статьи исследовательского характера — постоянно растущий объём публикаций делает их частично устаревшими почти сразу после выхода. Выпуск 4 «Указатели», в числе прочего, содержит обширные комментарии к «Указателю имён» (с. 446—482), содержащие поправки и уточнения к предыдущим выпускам, а также важнейшие библиографические дополнения. Таким образом, доработка словарных статей фактически продолжается и в настоящем издании, поскольку в изначально заявленном широком формате работу над словарём невозможно завершить. Причины «неисчерпаемости» словаря, так или иначе, восходят к главной — неудовлетворительной степени изученности русской книжности XVII века на уровне материалов архивов и рукописных собраний.
Для решения этой и других проблем, связанных с ограничениями печатного формата издания, предлагается создание на основе словаря открытой общедоступной электронной базы памятников древнерусской литературы.

## Выходные сведения
- Словарь книжников и книжности Древней Руси. Вып. 1 (XI — первая половина XIV в.) / Отв. ред. Д. С. Лихачёв. — Л.: Наука, 1987. — 494 с.
- Словарь книжников и книжности Древней Руси. — Вып. 2 (вторая половина XIV—XVI в.). — Ч. 1. А—К / Отв. ред. Д. С. Лихачёв. — Л.: Наука, 1988. — 517 с. — ISBN 5-02-027977-3, 5-02-027978-1.
- Словарь книжников и книжности Древней Руси. — Вып. 2 (вторая половина XIV—XVI в.). — Ч. 2. Л—Я / Отв. ред. Д. С. Лихачёв. — Л.: Наука, 1989. — 528 с. — ISBN 5-02-027979-X.
- Словарь книжников и книжности Древней Руси. — Вып. 2 (вторая половина XIV—XVI в.). — Ч. 3. Библиографические дополнения. Приложение / Ред. Д. М. Буланин. — СПб.: Дмитрий Буланин, 2012. — 768 с. — ISBN 978-5-86007-683-9.
- Словарь книжников и книжности Древней Руси. — Вып. 3 (XVII в.). — Ч. 1. А—З / Отв. ред. Д. С. Лихачёв. — СПб.: Дмитрий Буланин, 1992. — 411 с. — ISBN 5-86007-001-2.
- Словарь книжников и книжности Древней Руси. — Вып. 3 (XVII в.). Ч. 2. И—О / Ред. Д. М. Буланин, А. А. Турилов. — СПб.: Дмитрий Буланин, 1993. — 440 с. — ISBN 5-86007-004-7.
- Словарь книжников и книжности Древней Руси. — Вып. 3 (XVII в.). Ч. 3. П—С / Ред. Д. М. Буланин. — СПб.: Дмитрий Буланин, 1998. — 520 с. — ISBN 5-86007-001-2.
- Словарь книжников и книжности Древней Руси. — Вып. 3 (XVII в.). Ч. 4. Т—Я. Дополнения / Ред. Д. М. Буланин. — СПб.: Дмитрий Буланин, 2004. — 891 с. — ISBN 5-86007-173-6.
- Словарь книжников и книжности Древней Руси. — Вып. 4. Указатели / Ред. Д. М. Буланин. — СПб.: Наука, 2017. — 895 c. — ISBN 978-5-86007-833-8.